# Coluna de fogo (teofania)

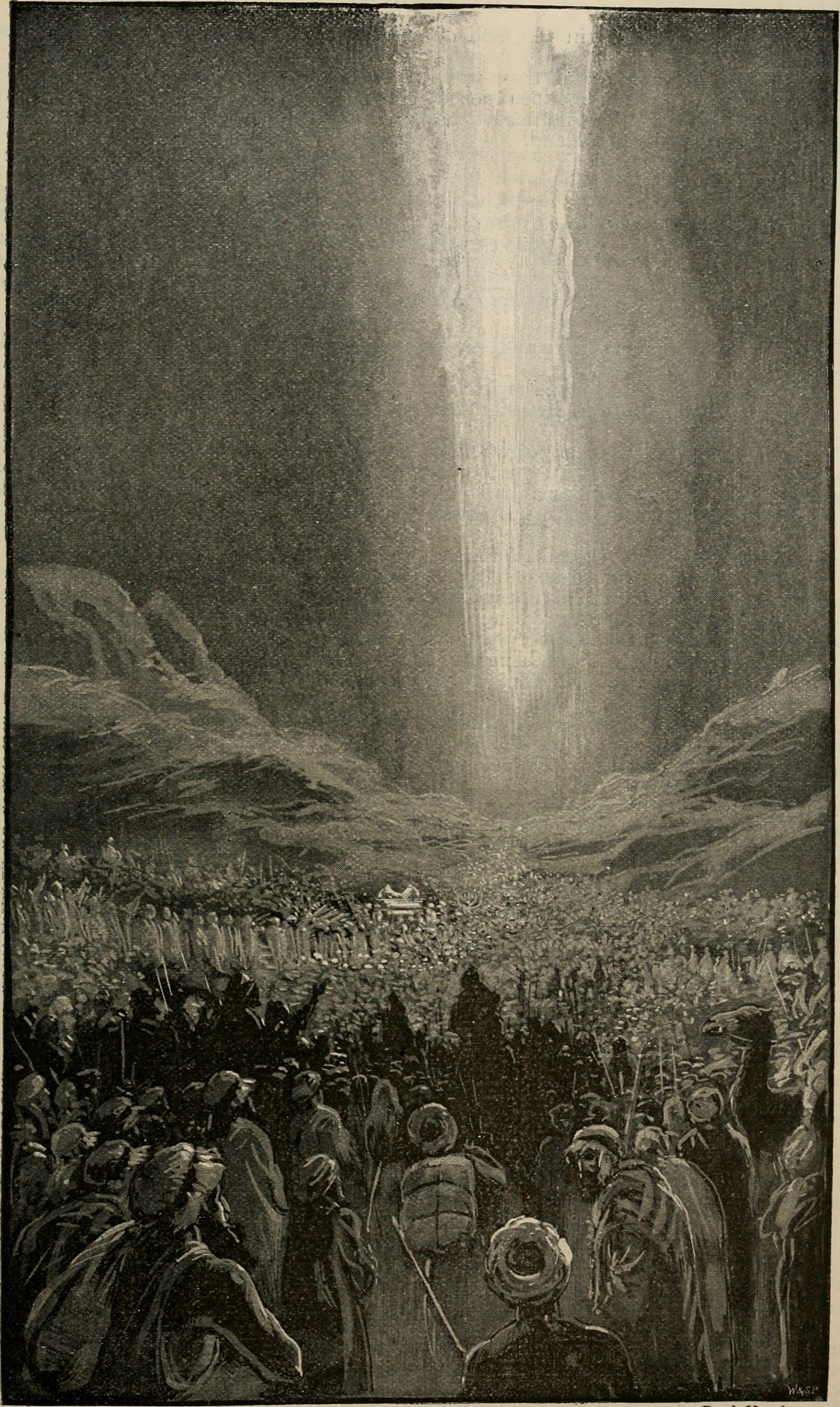
The Pillar of Fire, de Paul Hardy, The Art Bible (1896)

Uma coluna de fogo foi uma das manifestações da presença do Deus de Israel na Torá, os cinco livros atribuídos a Moisés que convencionalmente aparecem no início do Antigo Testamento da Bíblia cristã e no Tanakh judaico. De acordo com Êxodo, a coluna de fogo fornecia luz para que os israelitas pudessem viajar à noite durante o Êxodo do Egito (talvez na época da 18ª Dinastia; veja a datação do Êxodo). A Escritura tradicionalmente combina uma coluna de fogo com a manifestação da presença divina durante o dia como a coluna de nuvem. A combinação significava que os Filhos de Israel "podiam viajar de dia ou de noite". Durante todo o tempo do israelita no deserto, viajando do Egito para Canaã (a Terra Prometida), YHWH usou continuamente esta coluna de fogo e nuvem para conduzir seu povo e lembrá-los de sua presença. Quando a coluna de Deus avançava, o povo de Israel empacotava seu acampamento e o seguia. Da mesma forma, quando a coluna da presença de Deus parava, os israelitas montavam acampamento sob ela. Os levitas estabeleceriam o Tabernáculo do Senhor diretamente sob a nuvem do Senhor. Dessa forma, a presença de Deus estava visivelmente no centro do acampamento em todos os momentos.
Alguns estudiosos (por exemplo, Jack Miles em seu Prêmio Pulitzer - livro God: A Biography, vencedor de 1995) sugerem que as imagens do Pilar de Fogo e do Coluna de Nuvem, combinados com o foco no topo das montanhas, podem significar que os antigos israelitas adoravam um vulcão.

## Uso
- Êxodo 13, 21-22. E Iahweh ia adiante deles, de dia numa coluna de nuvem, para lhes mostrar o caminho, e de noite numa coluna de fogo, para os alumiar, a fim de que caminhassem de dia e de noite. Nunca se retirou de diante do povo a coluna de nuvem durante o dia, nem a coluna de fogo, durante a noite.
- Êxodo 14:24. Na vigília da manhã, Iahweh, da coluna de fogo e da nuvem, viu o acampamento dos egípcios, e lançou a confusão no acampamento dos egípcios.
- Números 14,14. Disseram-no também aos habitantes desta terra. Souberam que tu, Iahweh, estás no meio deste povo, a quem te fazes ver face a face; que és tu, Iahweh, cuja nuvem paira sobre eles; que tu marchas diante cicies, de dia numa coluna de nuvem e de noite numa coluna de fogo.
- Deuteronômio 1,33 que vos precedia no caminho, procurando um lugar para o vosso acampamento: de noite por meio do fogo, para que pudésseis enxergar o caminho que percorríeis, e de dia na nuvem.
- Neemias 9:12. Tu os guiaste de dia com uma coluna de nuvem, de noite com uma coluna de fogo, para iluminar diante deles o caminho pelo qual andassem.
- Neemias 9:19. na tua imensa compaixão, não os abandonaste no deserto; a coluna de nuvem não se apartou deles, para guiá-los de dia pela estrada nem a coluna de fogo durante a noite, para iluminar diante deles a estrada pela qual andassem.
- Êxodo 40, 34-38. A nuvem cobriu a Tenda da Reunião, e a glória de Iahweh encheu a Habitação. Moisés não pôde entrar na Tenda da Reunião porque a nuvem permanecia sobre ela, e a glória de Iahweh enchia a Habitação. Em todas as etapas, quando a nuvem se levantava por cima da Habitação, os filhos de Israel punham-se em marcha. Mas se a nuvem não se levantava, também eles não marchavam até que ela se levantasse. Pois, de dia, a nuvem de Iahweh ficava sobre a Habitação, e de noite havia dentro dela um fogo, aos olhos de toda a casa de Israel, durante todas as suas etapas.